# گرانت استفورد
 گرانت استفورد (انگلیسی: Grant Stafford؛ زاده ۲۷ مهٔ ۱۹۷۱) یک تنیس‌باز اهل آفریقای جنوبی است.